# Заскродзе
Заскродзе (пол. Zaskrodzie) — село в Польщі, у гміні Кольно Кольненського повіту Підляського воєводства.
Населення — 382 особи (2011).

## Демографія
Демографічна структура станом на 31 березня 2011 року:
|          | Загалом | Допрацездатний вік | Працездатний вік | Постпрацездатний вік |
| -------- | ------- | ------------------ | ---------------- | -------------------- |
| Чоловіки | 189     | 55                 | 112              | 22                   |
| Жінки    | 193     | 54                 | 87               | 52                   |
| Разом    | 382     | 109                | 199              | 74                   |